# ساموئل اسپوکز
ساموئل اسپوکز (انگلیسی: Samuel Spokes؛ زادهٔ ۱۶ آوریل ۱۹۹۲) دوچرخه‌سوار اهل استرالیا است.
از باشگاه‌هایی که در آن بازی کرده‌است می‌توان به تیم دوچرخه‌سواری دراپاک اشاره کرد.